# 전략 로켓군
전략 로켓군(러시아어: Ракетные войска стратегического назначения (РВСН))은 러시아 연방군의 독립된 군사 조직 중 하나로 육상 배치된 탄도 미사일의 통제 및 운용을 담당한다. 소련은 1959년 12월 17일에 적의 핵공격 수단과 군 시설, 산업 시설 파괴를 주 목적으로 소비에트 전략 로켓군을 창설하였다. 소련 붕괴 이후에는 러시아 전략 로켓군으로 명칭을 변경하였다. 대륙간 탄도 미사일뿐만 아니라 중거리 탄도 미사일, 단거리 탄도 미사일 등 소련의 모든 지상 배치 탄도 미사일을 운용하였다. 소련 붕괴 이후에 러시아 연방으로 소속을 변경하였으며 이들 외에도 장거리 항공군의 폭격기와 러시아 해군의 전략 핵잠수함이 핵무기를 운용하고 있다.

## 탄생
동독의 베르카에 주둔해 있던 근위 박격포 연대가 1946년 7월, 소련 최고 사령부 예비대(RVGK) 산하 제 92 특수 목적 여단으로 개편되면서 소련의 첫 로켓 연구 부대가 만들어졌다.(92 BON RVGK). 맨 처음 이들은 1947년 10월 18일, 구 나치독일의 A-4 로켓의 재생산판인 R-1 탄도미사일을 카푸스틴 야르 시험 발사장에서 발사했으며. 1950년대 초반에는 제 77, 90 여단도 R-1(나토코드 : SS-1a Scunner) 로켓 운용을 위해 창설되었다. 1952년 6월 1일에는 카푸스틴 야르에서 있었던 R-2 (나토코드 : SS-2 Sibling) 발사 실험을 위해 제 54, 56여단도 창설되었다. 1960년에 창설된 제 43 로켓 군과 제 50 로켓 군은 과거 장거리 항공군 산하의 제 43, 50 항공 군이었다.

## 러시아의 역대 전략 로켓군 사령관
1960년 10월 24일, R-16의 발사실험 중에 테스트용 미사일이 발사장에서 폭발했고 전략 로켓군의 첫 사령관이었던 미트로판 네델린 포병군차수가 그 자리에서 사망했다. 여러 자세한 사항이 수 십 년간 은폐된 이 대참사는 후일 네델린 참사로 알려지게 되었다. 네델린의 후임으로 들어 온 소련 원수 키릴 모스칼렌코는 얼마 뒤 세르게이 비류조프 원수에게 자리를 물려주었는데, 그의 재임 중 전략 로켓군은 아나디르 작전의 일환으로 1962년 쿠바에 36기의 R-12 중거리 탄도 미사일을 배치해 쿠바 미사일 위기가 일어나게 된다. 당시 쿠바에 배치된 미사일 운용은 제 43 로켓 군의 제 43 근위 로켓 사단이 맡았다. 니콜라이 크릴로프 원수가 비류조프의 뒤를 이어 1963년 3월부터 1972년 2월까지 총사령관 직을 맡았다. 크릴로프의 임기 중인 1966년에는 당시 프랑스 대통령이었던 샤를 드 골이 노보시비르스크에 있는 전략 로켓군 예하 로켓 사단을 방문하고 레오니트 브레즈네프 서기장의 초대로 바이코누르 우주기지에서 있었던 미사일 시험 발사를 참관했다. 크릴로프 다음으로 블라디미르 톨루브코 포병 최고원수가 1972년 4월 12일부터 1985년 7월 10일까지 전략 로켓군을 지휘했다. 그는 전략 로켓군 병력의 신체 건강 기준 상향에 매우 신경썼다. 그의 후임으로 들어 온 유리 막시모프 대장은 소련의 마지막 전략 로켓군 총사령관으로서 1985년 7월 10일부터 1992년 8월 19일까지 보직에 있었다.

## 러시아의 전력과 편제

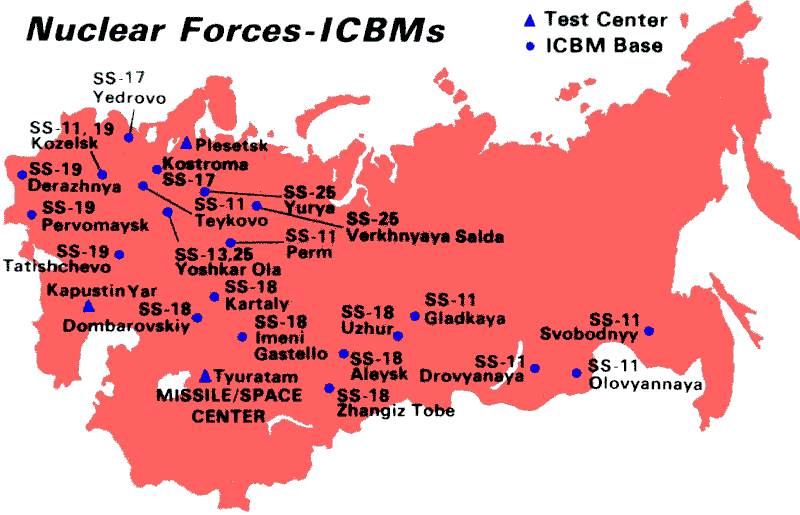
1980년대의 소련 ICBM 기지 분포도 (미국 국방부)

1959년부터 소련은 다수의 탄도 미사일을 배치했는데 R-12와 R-7, R-16, R-9, R-26, R-36 그리고 완전히 배치되지 못한 것으로 추정되는 RT-21 등이 있다. 1990년까지 이들 중 노후화된 미사일들은 전량 퇴역하게 되었다.
1989년 경, 전략 로켓군은 1,400기가 넘는 ICBM에 300 여 곳의 발사 통제소, 28개소의 미사일 발사 기지를 보유했다. 이 외에도 전략 로켓군은 RSD-10 파이오니어(나토코드 : SS-20) 중거리 탄도 미사일(IRBM)과 R-12 드비나(나토코드 : SS-4) 준중거리 탄도 미사일(MRBM)도 운용했다. 이동식 RSD-10 부대의 2/3은 서유럽을 목표로 소련 서부에 배치되었고 나머지는 우랄산맥 동쪽에 배치되어 주로 중국을 목표로 하였다. RSD-10보다 오래된 R-12는 소련 서부의 미사일 기지에 고정배치되었다. 1987년 12월 조인된 중거리 핵전력 조약에 소련의 RSD-10과 R-12 총 533기 모두 3년 내에 폐기하기로 결정되면서 1989년 중반 무렵엔 이들 중 50% 이상이 폐기되었다.
1990년, R-12 드비나 미사일이 전량 퇴역하고 나서 작성 된 IISS의 보고서에 의하면 당시 전략 로켓군이 보유한 소련의 현역 ICBM은 모두 7종류였는데 350기의 UR-100(Mod 2/3), 60기의 RT-2, 75기의 UR-100MR(탄두 4개를 탑재한 Mod 3), 308기의 R-36(대부분 탄두 10개를 탑재한 Mod 4), 320기의 UR-100N(대부분 탄두 6개를 탑재한 Mod 3), 60기의 RT-23(사일로 고정형 또는 열차 운반형 이동식) 그리고 225기의 RT-2PM 토폴(이동식)을 보유했다고 한다. 이 중 50% 이상인 R-36과 UR-100시리즈 ICBM은 소련의 전체 육상 배치 핵 탄두의 80%를 탑재했다. RT-23과 RT-2PM 토폴은 이 때쯤 있었던 생존성 강한 신형 이동식 ICBM의 개발 결과 나온 것이다.
전략 로켓 군의 편제(1960–1991)
| 명칭            | 본부 위치                   | 군단 단위 창설 | 군 창설    | 해산       | 예하 사단 |
| --------------- | --------------------------- | -------------- | ---------- | ---------- | --- |
| 27 근위 로켓 군 | 블라디미르, 모스크바 군관구 | 1959.01.09     | 1970       | 활동 중    | 제 7 근위 로켓 사단, 제28 근위 로켓 사단, 제 32 로켓 사단, 제 54 근위 로켓 사단, 제 60 로켓 사단                                                                                      |
| 31 로켓 군      | 오렌부르크, 우랄 군관구     | 1965.05.09     | 1970       | 활동 중    | 제 8 로켓 사단, 제 13 적기 훈장 수훈 로켓 사단, 제 14 로켓 사단, 제 41 로켓 사단, 제 42 로켓 사단, 제 50 로켓 사단, 제 52 로켓 사단, 제 55 로켓 사단, 제 59 로켓 사단                 |
| 33 근위 로켓 군 | 옴스크, 시베리아 군관구     | 1962           | 1970       | 활동 중    | 제 23 로켓 사단, 제 34 로켓 사단, 제 35 로켓 사단, 제 36 근위 로켓 사단, 제 38 로켓 사단, 제 39 근위 로켓 사단, 제 57 로켓 사단, 제 62 로켓 사단                                      |
| 43 로켓 군      | 빈니차, 키예프 군관구       | –              | 1960       | 1996.05.08 | 제 19 로켓 사단(흐멜니츠키), 제 37 근위 로켓 사단(루츠크), 제 43 로켓 사단(크레멘추크), 제 44 로켓 사단, 제 46 로켓 사단(페르보마이스크)                                              |
| 50 로켓 군      | 스몰렌스크, 벨라루스 군관구 | –              | 1960       | 1990.06.30 | 제 7 근위 로켓 사단, 제 24 근위 로켓 사단(그바르데이스크), 제 31 근위 로켓 사단, 제 32 로켓 사단(파스타비 공군기지), 제 40 로켓 사단, 제 49 근위 로켓 사단, 제 58 로켓 사단(카멜라바) |
| 53 로켓 군      | 치타, 자바이칼 군관구       | 1962           | 1970.06.08 | 2002.09.16 | 제 4 로켓 사단(드로뱌나야), 제 23 근위 로켓 사단, 제 27 로켓 사단(스보보드니 로켓발사장), 제 29 로켓 사단, 제 36 근위 로켓 사단, 제 47 로켓 사단(올로뱐나야)                          |

## 그 외
랜드연구소 소속 분석가의 말을 인용한 타임 지의 1980년 6월 23일 기사에 따르면 비 슬라브계 소련인들은 전략 로켓군 입대가 거의 불가능했는데, 연방 수뇌부에 대한 소수민족의 충성심이 의심스럽다는 이유로 이 같은 차별적 행위가 이뤄졌다고 한다.

## 역대 지휘관과 편제

### 역대 지휘관 (소련의 붕괴이후)
1992년 8월 19일부터 1997년 5월 22일까지 전략 로켓군의 사령관으로 재직했던 러시아군 원수 이고리 세르게예프는 전략 로켓군에서의 복무가 끝나고 국방부 장관으로 취임한 뒤에도 전략 로켓군의 자금 지원에 지대한 역할을 해냈다. 그의 후임은 블라디미르 야코블레프 대장으로 1997년 6월부터 2001년 4월 27일까지 재직했다. 그의 퇴임 직후 바로 임명된 니콜라이 솔로초프 상장은 2009년 초에 '모든 러시아의 ICBM 중 96%는 수 분 내에 발사할 수 있는 상태'라고 말했다. 그 해 8월 3일에 솔로초프는 해임되었는데 비록 그가 러시아군의 정년인 60세의 나이로 은퇴해야 하긴 했지만 복무기한이 1년 연장된 상황에서 갑작스런 해임으로 논란이 되었다. 그의 해임사유가 2009년 4월 기준으로 현역 배치된 러시아의 탄도 미사일용 핵 탄두 1500기에 대해 추가 감축을 개시하는 것에 대한 반대 때문이라는 주장도 있고 해군의 신형 잠수함 발사 탄도 미사일인 불라바 미사일의 발사 실패 때문이라는 추측도 있다. 2009년 8월 3일 드미트리 메드베데프 대통령이 임명한 안드레이 쉬바이첸코 중장은 1년 만에 해임되어 버렸고 2010년 6월 22일 러시아 연방 대통령령으로 세르게이 카라카예프 상장이 전략 로켓군 총사령관으로 임명되어 현재 직무를 수행하고 있다.

### 2010년대의 편제
제인스 디펜스 위클리에 따르면, RVSN의 주 지휘부는 모스크바 외곽의 쿤체보에 있고 대체 지휘부가 우랄산맥의 코스빈스키 산에 있다고 한다.
전략 로켓군은 4종류의 미사일 체계를 운영하고 있는데 그중 가장 오래된 체계는 10발의 탄두를 탑재하는 사일로 고정배치형 R-36M2 (SS-18)로 2020년까지 사용할 계획이다. 두 번째로 오래된 체계는 6발의 탄두를 탑재한 사일로 고정배치형 UR-100NUTTH (SS-19)로 현재 남아 있는 70기는 2017년까지 순차적으로 전량 퇴역되게 된다. 전략 로켓군이 현재 가장 많이 보유한 미사일은 단탄두형 이동식 RT-2PM (SS-25)으로 171기의 미사일이 배치되어 있으며 2019년까지 전량 퇴역절차를 밟게 된다. 새로 배치되는 미사일은 단탄두형 RT-2PM2 (SS-27)로 49기는 사일로 고정배치, 19기는 이동식이다. 이 외에도 토폴-M의 업그레이드형인 RS-24가 있는데, 3발의 탄두를 탑재하며 2010년에 취역하여 2011년 6월, 9기의 이동식 미사일로 이루어진 첫 번째 연대 구성이 완료되었다.
전략 로켓군의 핵탄두와 미사일에 관한 자료는 START I 조약시의 의무적 정보 교류로 맨 처음 공개되었으며 2010년 12월의 편제와 무력에 관한 자료는 다음과 같다.:
- 27 근위 미사일 군 (HQ: 블라디미르)
  - 98 독립 혼성 비행 편대
  - 7 근위 로켓 사단 : 오죠르니에 위치. 18기의 이동식 RT-2PM 토폴 보유
  - 14 로켓 사단 : 요시카르올라에 위치. 27기의 이동식 RT-2PM 토폴 보유
  - 제28 근위 로켓 사단 : 코젤스크에 위치. 29기의 사일로 고정 배치형 UR-100NUTTH 보유
  - 54 근위 로켓 사단 : 테이코바에 위치. 18기의 이동식 RT-2PM2 토폴-M과 12기의 (2011.12 기준)[32] 이동식 RS-24 보유
  - 60 로켓 사단 : 타치스쳬바 공군기지에 위치. 41기의 사일로 고정 배치형 UR-100NUTTH와 52기의 사일로 고정 배치형 RT-2PM2 토폴-M 보유
- 31 로켓 군 (HQ: 로스토쉬)
  - 102 독립 혼성 비행 편대
  - 13 적기 훈장 수훈 로켓 사단 : 돔바롭스키 공군기지에 위치. 30기의 사일로 고정 배치형 R-36M2 보유
  - 42 로켓 사단 : 자유시인 니즈니타길에 위치. 27기의 이동식 RT-2PM 토폴 보유
- 33 근위 로켓 군 (HQ: 옴스크)
  - 105 독립 혼성 비행 편대
  - 35 로켓 사단 : 바르나울에 위치. 36기의 이동식 RT-2PM 토폴 보유
  - 39 근위 로켓 사단 : 노보시비르스크에 위치. 36기의 이동식 RT-2PM 토폴 보유
  - 51 근위 로켓 사단 : 이르쿠츠크에 위치. 27기의 이동식 RT-2PM 토폴 보유
  - 62 로켓 사단 : 우주르에 위치. 28기의 사일로 고정 배치형 R-36M2 보유

### 이야깃거리
다른 대부분의 러시아 연방군 병력과 마찬가지로 전략 로켓군도 옐친 시절에 신형 장비 확보를 위한 재원 마련에 어려움을 겪었다. 하지만 러시아 정부는 구형에 신뢰성이 떨어지는 낡은 로켓을 대체하고 미국의 미사일 방어체계와 같이 상호확증파괴를 이용한 핵 억지력에 위협이 되는 새로운 국제적 환경에 대처할 수 있도록 전략 로켓군에 군 예산의 우선순위를 부여했다.
1995년 12월 10일 러시아 연방 대통령령 № 1239인 "전략 로켓군과 우주군 창설 기념일에 관한 건"이 발표되었다. 1997년 7월 16일, 보리스 옐친 전 대통령은 우주군과 우주 미사일 방위군(Ракетно-космической обороны)을 전략 로켓군 아래에 통폐합하는 문서에 서명했다. 이로 인해 60개에 가까운 군 조직과 관련 시설물들이 해산되고 버려졌지만 4년 후인 2001년 6월 1일, 러시아 연방 우주군은 다시 독립 병과로 분리되어 나왔고 2011년 12월 1일, 러시아 연방 항공우주 방위군으로 개편되었다.
표트르 대제 전략 로켓군 아카데미에 이제는 여성 생도들도 지원하고 있다. 전략 로켓군 학교는 세르푸호프와 로스토프나도누에도 있다. ICBM 시험장인 쿠라 시험장은 극동에 있으며, 2010년 이후로 항공우주 방위군의 관할 구역이 되었다.
RVSN 사령부에는 아주 크고 특별한 망치가 있는데 일반적인 방법으로 금고를 열 수 없는 상황에서 사령관이 필요할 경우 발사 암호 보관 금고를 부수기 위해 고안된 것이다.

## 참고 자료
- Дороговоз И. Г. Ракетные войска СССР. — Минск: Харвест, 2007. — 336 с. — ISBN 978-985-13-9751-4
- John G. Hines et al. Soviet Intentions 1965–1985. Braddock Dunn & McDonald (BDM), 1995.
- 전략 로켓군 박물관 보관됨 2012-03-10 - 웨이백 머신
- "Владимирская Ракетная Стратегическая" (Vladimirskaya Strategic Missile) by I.V. Vershkov and V.G. Gagarin; Vladimir 2006; 480 pages;
- "Оренбургская Стратегическая" (Orenburg Strategic) by Y.N. Feoktistov; Perm 2001; 328 pages; (also a 1997 edition).
- "Читинская Ракетная Армия" (치틴스카야 로켓군) by ??; Chita, 2002; 268 pages
- "История 50-й Ракетной Армии I-IV" (제 50 로켓군의 역사, part 1-4) by G.I. Smirnov and A.I. Yasakov; Smolensk 2008; 370+342+387+561 pages
- "Стратеги" (Strategic) by V.T. Nosov; Moscow, 2008; 276 pages;

## 같이 보기
- 대량 살상 무기
- 러시아 연방군
- 핵무기
- 탄도 미사일
- 러시아 연방